# Riker : 2 = ?
Riker : 2 = ? (Originaltitel: Second Chances) ist die 24. Folge der sechsten Staffel der US-amerikanischen Science-Fiction-Fernsehserie Raumschiff Enterprise – Das nächste Jahrhundert. Sie wurde in den Vereinigten Staaten über Syndication vermarktet und erstmals am 24. Mai 1993 auf verschiedenen Fernsehsendern ausgestrahlt. In Deutschland war sie zum ersten Mal am 20. Juni 1994 in einer synchronisierten Fassung auf Sat.1 zu sehen.

## Handlung
Im Jahr 2369 bei Sternzeit 46915.2 fliegt die Enterprise zum Planeten Nervala IV, um dort die Daten einer Forschungsstation zu überspielen, die vor acht Jahren evakuiert werden musste. Die Evakuierung wurde von der USS Potemkin durchgeführt und zum Rettungsteam gehörte der erste Offizier der Enterprise, Commander Will Riker, damals noch im Rang eines Lieutenants. Der Planet ist von einem Verzerrungsfeld umgeben, das Beamen auf die Oberfläche verhindert. In regelmäßigen Abständen bilden sich aber Lücken in diesem Feld. Hierdurch ergeben sich in den nächsten vier Tagen drei kurze Zeitfenster, in denen Beamen möglich ist, danach bietet sich diese Möglichkeit erst wieder in acht Jahren. Als das erste Zeitfenster angebrochen ist, beamen Riker, der zweite Offizier Data, Sicherheitschef Worf und eine Ingenieurin zur Forschungsstation. Zu Rikers Überraschung sieht die Station sehr viel ordentlicher aus als bei seiner Abreise vor acht Jahren. Er vermutet, dass jemand hier war. Tatsächlich registriert Data menschliche Lebenszeichen. Ein Mann nähert sich dem Außenteam und entpuppt sich schließlich als ein Doppelgänger von Riker.
Der Fremde wird mit auf die Enterprise genommen. Dort beteuert er, dass er Lieutenant Riker sei. Er habe vor acht Jahren das Rettungsteam angeführt und sollte als letzter zurück auf die Potemkin gebeamt werden, was aber durch das Verzerrungsfeld verhindert wurde. Commander Riker erinnert sich hingegen, dass der Transport erfolgreich war. Schiffsärztin Beverly Crusher kann bestätigen, dass beide Rikers absolut identisch sind und Chefingenieur Geordi La Forge wertet die Transporter-Logbücher der Potemkin aus. Er findet heraus, dass es zu einem starken Energieanstieg im Verzerrungsfeld von Nervala IV gekommen war, als Riker zurückgebeamt werden sollte. Der Transporterchief hatte versucht, das zu kompensieren, indem er einen zweiten Eindämmungsstrahl auf Riker richtete. Nach La Forges Einschätzung hatte aber bereits der erste Eindämmungsstrahl genügt, um Riker zurückzuholen. Der zweite wurde zur Planetenoberfläche reflektiert und es materialisierten schließlich zwei identische Versionen von Will Riker.
Da die Aufzeichnungen der Forschungsstation noch nicht geborgen werden konnten, schlägt Commander Riker vor, dass Lieutenant Riker das Außenteam beim nächsten Einsatz unterstützt, denn der weiß am besten, wie die Systeme der Station inzwischen funktionieren, nachdem er zahlreiche Teile ausgebaut hat. Inzwischen soll er sich aber auf der Enterprise wohl fühlen und wieder mit anderen Menschen interagieren. Schiffsberaterin Troi stattet ihm einen Besuch ab. Mit ihr hatte er früher eine kurze Beziehung. Er ist überglücklich, sie wiederzusehen und küsst sie. Er erkennt allerdings schnell, dass er nicht so einfach an die alten Zeiten anknüpfen kann. Er und Troi hatten sich zuletzt gesehen, als er auf ihrem Heimatplaneten Betazed stationiert war. Dann trat er seinen Dienst auf der Potemkin an und sie wollten sich eigentlich sechs Wochen später auf Risa treffen. Er erfährt nun von Troi, dass der Will Riker, der von Nervala IV zurückkehrte, dieses Treffen nicht einhielt, da ihm seine Karriere wichtiger war. Er und Troi trafen sich erst wieder, als sie beide ihren Dienst auf der Enterprise antraten. Seitdem sind sie gute Freunde, haben aber ihre Liebesbeziehung nicht wieder aufleben lassen. Lieutenant Riker gesteht ihr, dass der Gedanke an sie seine größte Hilfe war, um in der Einsamkeit auf Nervala IV nicht verrückt zu werden, und er wünsche sich sehr, wieder mit ihr zusammen zu sein. Troi muss darüber in Ruhe nachdenken.
Am nächsten Morgen will das Außenteam erneut die Station aufsuchen. Lieutenant Riker kommt etwas zu spät, was Commander Riker sichtlich verärgert. Auf dem Planeten geraten die beiden erneut in Streit. Das Energieverteilungssystem der Station muss repariert werden. Commander Riker will dies während des dritten Transportfensters erledigen. Lieutenant Riker bietet an, hier zu bleiben und es in der Zeit zwischen den beiden Transportfenstern zu reparieren. Commander Riker weist den Vorschlag aber wegen seismischer Aktivitäten als zu gefährlich zurück und besteht darauf, dass Lieutenant Riker mit den anderen zur Enterprise zurückkehrt.
Als sie wieder auf dem Schiff sind, findet Troi in ihrem Quartier einen Zettel vor. Er führt sie zu weiteren Hinweisen, bis sie schließlich in der Bar „Zehn Vorne“ landet. Dort wartet ein Geschenk auf sie: eine Gravierung des Wasserfalls, bei dem sie und Riker ihr letztes Treffen auf Betazed hatten. Sie ist von diesem Geschenk sehr gerührt und sie und Lieutenant Riker reden eine Weile über die vergangenen Jahre.
Der Konflikt mit Commander Riker vertieft sich indes, denn Lieutenant Riker geht mit seiner Idee für ein direktes Anzapfen des Computerkerns der Station zu Captain Picard, obwohl Commander Riker den Plan bereits als zu gefährlich abgelehnt hatte. Picard entscheidet, dass es ein gewisses Risiko wert ist, an die Daten der Station zu gelangen, und billigt den Plan. Er ordnet an, dass die beiden gemeinsam die Details ausarbeiten sollen. Dabei geraten sie erneut aneinander, denn Commander Riker besteht darauf, dass seine Autorität als erster Offizier respektiert wird.
Troi sucht das Gespräch mit Commander Riker. Sie denkt darüber nach, eine Beziehung mit Lieutenant Riker zu beginnen. Commander Riker meint, er habe nichts dagegen, doch er rät ihr, vorsichtig zu sein, denn er möchte nicht, dass sie noch einmal verletzt wird. Später besucht Lieutenant Riker sie in ihrem Quartier. Er erzählt, dass Picard ihm einen Posten auf der USS Gandhi verschafft habe, und er ist entschlossen, ihn anzunehmen. Nach sechs Monaten Dienst wäre er berechtigt, seine Familie nachzuholen, und bittet Troi daher, ihn zu heiraten. Troi erkennt, dass er sich genauso verhält wie damals, als er auf die Potemkin ging, und es wahrscheinlich auch dieses Mal nicht gut ausgehen wird. Doch sie verspricht Lieutenant Riker, über seinen Antrag nachzudenken.
Das Außenteam kehrt ein letztes Mal auf den Planeten zurück. Durch ein überraschend auftretendes Strahlungsleck droht die Mission beinahe zu scheitern. Commander Riker kann es aber schließen und rät Lieutenant Riker, beim nächsten Mal nicht so leicht aufzugeben. Die beiden können nun weiter zum Computerkern vordringen, müssen dafür aber eine Brücke überqueren, die über einen Abgrund führt. Durch ein Beben stürzt diese ein und Lieutenant Riker stürzt fast in den Abgrund. Commander Riker kann ihn jedoch retten. Gemeinsam reparieren sie den Computer und die Daten der Station können überspielt werden. Das Außenteam kehrt auf die Enterprise zurück. Dort hat Troi eine Entscheidung getroffen: Sie ist zurzeit nicht bereit, ihr Leben auf der Enterprise aufzugeben, und wird Lieutenant Riker daher nicht auf die Gandhi begleiten. Mit seinem Doppelgänger hat er sich aber inzwischen versöhnt. Commander Riker schenkt ihm zum Abschied seine Posaune. Lieutenant Riker bittet ihn, gut auf Troi aufzupassen und er verkündet, dass er sich nicht mehr Will nennt, sondern von jetzt an seinen zweiten Vornamen Thomas verwenden wird.

## Verbindungen zu anderen Star-Trek-Produktionen
In Riker : 2 = ? wird auf mehrere frühere Star-Trek-Folgen Bezug genommen:
- Das Motiv des durch einen Transporter-Unfall entstandenen Doppelgängers wurde erstmals in der Folge Kirk : 2 = ? (englisch: The Enemy Within) der Originalserie Raumschiff Enterprise aus dem Jahr 1966 behandelt. Durch die Ähnlichkeit der Episodentitel wird die inhaltliche Parallele in der deutschen Synchronfassung noch stärker hervorgehoben als im Original.
- Riker erwähnt hier die Ereignisse aus Folge 2.14 (Rikers Vater) von Raumschiff Enterprise – Das nächste Jahrhundert aus dem Jahr 1989.

Einige Elemente aus dieser Folge wurden in späteren Star-Trek-Produktionen wieder aufgegriffen:
- In Folge 3.09 (Defiant) von Star Trek: Deep Space Nine aus dem Jahr 1994 tritt Thomas Riker erneut auf.
- In mehreren Folgen der animierten Serie Star Trek: Lower Decks wird auf Riker : 2 = ? Bezug genommen, insbesondere in Folge 2.02 (Kayshon, seine Augen offen) von 2021. Hier entsteht durch einen Unfall ein Transporter-Doppelgänger des Protagonisten Brad Boimler. Aufgrund dieses Unfalls wird Brad Boimler zurück auf die Cerritos versetzt, während sein Doppelgänger, der sich nun William nennt, seinen Posten auf der Titan übernimmt. In Folge 3.08 (Paradoxus) von 2022 täuscht William Boimler seinen eignen Tod vor und tritt der Geheimorganisation Sektion 31 bei.

## Produktion

### Drehbuch
Die Idee zu dieser Folge stammte von Michael A. Medlock und wurde beinahe abgelehnt, doch das Autorenteam der Serie sah darin schließlich eine gute Gelegenheit, um die romantische Beziehung zwischen Riker und Troi weiter auszubauen. In einem frühen Entwurf hätte Will Riker sterben sollen, Data wäre neuer erster Offizier geworden und Thomas Riker hätte stattdessen Datas Platz eingenommen. Dies wurde aber von Rick Berman abgelehnt, denn effektiv wäre damit eine gänzlich neue Hauptfigur eingeführt worden und eine solch radikale Änderung kollidierte mit Bermans Plänen für eine Fortsetzung der Serie im Kino.

### Regie
LeVar Burton gab hier sein Regie-Debüt. Nach Jonathan Frakes und Patrick Stewart war Burton der dritte Hauptdarsteller von Raumschiff Enterprise – Das nächste Jahrhundert, der auch als Regisseur tätig wurde. Im Laufe seiner Karriere inszenierte er insgesamt zwei Folgen von Raumschiff Enterprise – Das nächste Jahrhundert, zehn von Star Trek: Deep Space Nine, acht von Star Trek: Raumschiff Voyager und neun von Star Trek: Enterprise.

### Darsteller
Die Ärztin und Astronautin Mae Jemison hat in dieser Folge einen Gastauftritt als Lieutenant Palmer.

## Rezeption
Keith DeCandido bewertete Riker : 2 = ? 2012 auf tor.com als eine gute Folge von Raumschiff Enterprise – Das nächste Jahrhundert, die deutlich besser ausfällt, als es die Prämisse um einen Transporterklon erwarten lässt. Er fand, die Folge lebe von der Schauspielleistung Jonathan Frakes’, der seine Doppelrolle überzeugend spielt. Interessant fand DeCandido auch, dass die Folge nicht nur Riker, sondern auch die Figur Deanna Troi näher beleuchtet. Als Negativpunkt führte er an, dass sich Thomas Riker nicht wirklich wie jemand anfühlt, der acht Jahre lang vollkommen allein gelebt hat. Auch die Rettungsaktion am Ende der Folge fand DeCandido aufgesetzt und nicht überzeugend.
James Whitbrook führte Riker : 2 = ? 2017 auf gizmodo.com in einer Liste der 15 sonderbarsten Folgen von Raumschiff Enterprise – Das nächste Jahrhundert auf Platz 9.